# San Fernando de Guaymas
No confundir con el nombre antiguo que recibía la actual ciudad de Heroica Guaymas.
San Fernando de Guaymas es un ejido del municipio de Empalme ubicado en el sur del estado mexicano de Sonora. El ejido es la novena localidad más poblada del municipio, ya que según los datos del Censo de Población y Vivienda realizado en 2020 por el Instituto Nacional de Estadística y Geografía (INEGI), San Fernando de Guaymas tiene un total de 670 habitantes. Se encuentra en la carretera estatal 85 en el tramo entre la intersección de ésta con la carretera federal 15 y el pueblo La Palma.

## Geografía
San Fernando de Guaymas se sitúa en las coordenadas geográficas 27°58'12" de latitud norte y 110°42'39" de longitud oeste del meridiano de Greenwich, a una elevación de 19 metros sobre el nivel del mar.